# (8) Flora
(8) Flora es un asteroide perteneciente al cinturón de asteroides descubierto el 18 de octubre de 1847 por John Russell Hind desde el observatorio George Bishop de Londres, Reino Unido. Está nombrado por Flora, una diosa de la mitología romana.

## Características orbitales
Flora está situado a una distancia media de 2,202 ua del Sol, pudiendo acercarse hasta 1,858 ua y alejarse hasta 2,546 ua. Su excentricidad es 0,1563 y la inclinación orbital 5,888°. Emplea en completar una órbita alrededor del Sol 1193 días y da nombre a la familia asteroidal de Flora.